# 須永純
須永 純（すなが じゅん、1975年4月27日 - ）は、群馬県出身の元プロサッカー選手。サッカー指導者。現役時代のポジションはゴールキーパー。

## 来歴
前橋商業高校を卒業。須田剛史は高校の後輩にあたる。順天堂大学を経て1998年に水戸ホーリーホックに入団し、全試合にフル出場するが1年で退団しそのまま現役を引退した。
引退後には、市川三中サッカークラブコーチ、順天堂大学蹴球部コーチ、ジェフユナイテッド市原・千葉育成部コーチ、明海大学監督などを歴任し、2003年より千葉の育成部に復帰。
2006年より、U-21日本代表やJFAアカデミー福島でGKコーチを務めた。
2016年、千葉に再び戻りU-18コーチとなる。2017年より、千葉U-18監督に就任し、2023年まで務めた。
2024年1月、マイナビ仙台レディースのGKコーチとなる。同年4月、前監督である須藤茂光の辞任に伴い監督に就任した。

## 所属クラブ
- 前橋商業高校
- 順天堂大学スポーツ健康科学部
- 水戸ホーリーホック

## 指導歴
- 1999年 - 2000年  順天堂大学蹴球部GKコーチ
- 2001年  ジェフユナイテッド市原育成部GKコーチ
- 2002年  明海大学監督
- 2003年 - 2005年  ジェフユナイテッド市原/ジェフユナイテッド市原・千葉
  - 2003年 - 2004年 ジュニアユース(U-13/14) コーチ
  - 2005年 ジュニアユース(U-15) 監督
- 2006年 - 2015年  JFAアカデミー福島
  - 2006年 - 2008年 ジュニアユース GKコーチ
  - 2009年 - 2015年 ユース GKコーチ
- 2016年 - 2023年  ジェフユナイテッド市原・千葉
  - 2016年 U-18 コーチ
  - 2017年 - 2023年 U-18 監督
- 2024年 -  マイナビ仙台レディース
  - 2024年1月 - 3月 GKコーチ
  - 2024年4月 - 監督